# Kragujevac
Kragujevac város Szerbiában, a Lepenica mellett, Šumadija régió legfontosabb települése.

## Története
A régészeti ásatások őskori, ókori, és középkori leleteket tártak fel. A település első írásos említése 1476-ból való, a Tapu-Defter török dokumentumban. A város neve valószínűleg a terület első tulajdonosát, Kragujt idézi, de a legenda szerint nevét a héjáról (szerbül kraguj) kapta.
A középkorban a szerb uralkodók székhelye volt, majd a középkori szerb állam végleges bukása (1389) után a régió egészével együtt török uralom alá került.
Kragujevac volt az újkori szerb állam fővárosa 1818–1841 között; ezt a korszakot tartják a város aranykorának. A 19. században számos jogi, oktatási és kulturális intézmény jött létre, ekkor vetették meg a modern városi lét alapjait. 1918-ban 44 katonát végeztek ki akik összeesküvést szőttek hogy dezertálhassanak. A 20. században az első és a második világháború súlyos pusztításokat vitt véghez, de utána megindult a demográfiai és ipari fellendülés.
A város a 20. század második felétől kezdve az autóipara (Zastava majd Fiat) és fegyvergyártása révén vált szélesebb körben ismertté.

## Híres személyek
- Itt született Jovan Ristić (egyes forrásokban Risztics János vagy Jovan, 1831–1899) szerb politikus, diplomata és történész,[6] teret neveztek el róla, ahol a szobra  is megtalálható.[7]
- Itt született Dušan Simović (1882–1962) szerb nemzetiségű tábornok, a jugoszláv légierő, később a hadsereg főparancsnoka, hadügyminiszter, politikus, miniszterelnök.
- Itt született Katarina Bulatović (1984) szerb születésű montenegrói válogatottságú kézilabdázónő.
- Itt született Bogoljub Jevtić (1886–1960) szerb nemzetiségű diplomata, politikus, jugoszláv miniszterelnök.
- Itt született Tomislav Nikolić (1952) Szerbia elnöke. 2003–2008 között a jobboldali radikális Szerb Radikális Párt (SRS) alelnöke, 2008–2012 között a jobbközép Szerb Haladó Párt (SNS) elnöke.
- Itt született Saša Stevanović (1974) szerb labdarúgókapus, a Győri ETO csapatának korábbi tagja.
- Itt született Danko Lazović (1983) szerb válogatott labdarúgó, a MOL Vidi FC, a PSV Einthoven és a Zenit Szentpétervár korábbi csatára.
- Itt született Marija Šerifović (1984) szerb énekesnő.
- Itt született Holender Filip (1994) szerb-magyar kettős állampolgárságú labdarúgó, jelenleg a Fehérvár FC játékosa.
- Itt született Nikola Pantović (1994) szerb labdarúgó, jelenleg a Békéscsaba 1912 Előre SE játékosa.